# 1439
1439 (MCDXXXIX) a fost un an comun al calendarului iulian, care a început într-o zi de joi.

## Nașteri
- 1439 (1438): Ștefan cel Mare (Ștefan III), domn al Moldovei (1457-1504), fiul lui Bogdan II (d.1504)

## Decese
- 27 octombrie: Albert al II-lea, Rege al Romanilor rege romano-german, rege al Ungariei și Boemiei, duce al Austriei (n. 1397)
- 24 iunie: Frederic al IV-lea, Duce al Austriei duce al Austriei (n. 1382)
- 2 august: Ana-Călina prințesă bizantină (n. ?)